# Fayrouz Aboelkheir
Fayrouz Aboelkheir, née le 4 mars 2006 à Alexandrie, est une joueuse professionnelle de squash représentant l’Égypte. Elle atteint le 11e rang mondial en décembre 2024, son meilleur classement.

## Biographie
Elle intègre pour la première fois le top 50 mondial en décembre 2022 lorsque âgée de 16 ans seulement, elle atteint le troisième tour de l'Open de Hong Kong. En 2024, elle remporte le British Junior Open face à l'Américaine Caroline Fouts, et s'incline en finale des championnats du monde junior face à sa compatriote Amina Orfi. Cette même année, lors des championnats du monde 2023-2024, elle élimine la no 4 mondiale Nele Gilis et se hisse en quart de finale où elle s'incline face à l'Américaine Olivia Weaver. Lors du tournoi platinum Paris Squash 2024, elle élimine la no 6 mondiale Georgina Kennedy. En février 2025, elle remporte le tournoi Carol Weymuller Open, le tournoi le plus important de sa carrière,.

## Palmarès

### Titres
- Carol Weymuller Open : 2025
- British Junior Open : 2024

### Finales
- Carol Weymuller Open : 2024
- Championnats du monde junior : 2024